# Kukawiczy
Kukawiczy (biał. Кукавічы; ros. Куковичи, Kukowiczi, pol. hist. Kukowicze) – wieś na Białorusi, w obwodzie mińskim, w rejonie kopylskim, w sielsowiecie Cimkowicze.

## Historia
Początkowo miejscowość należała do nieświeskich Radziwiłłów, ale w 1562 r. drogą zamiany trafiła do rąk Saczkiewiczów. Następnymi właścicielami byli Zygmunt Kazanowski i jego potomkowie, następnie Tobiasz i Elżbieta Grochowscy, jezuici z Nieświeża, aż wreszcie protestancka rodzina Petrozolinów. 
Słownik geograficzny Królestwa Polskiego opisuje dwie wsie o nazwie Kukowicze leżące w gminie (wołosti) łańskiej powiatu słuckiego, przy czym druga z nich nazywana była Narucy. Od 1775 r. właścicielami majątku Kukowicze była rodzina Korwin-Petrozolinów herbu Ślepowron, z których najbardziej znany był Jan Eliasz Petrozolin (1850–1928), urodzony w Kukowiczach, dziadek Barbary Petrozolin-Skowrońskiej. 
W 1806 r. na cmentarzu we wsi Kukowicze wybudowano murowaną unicką cerkiew Podwyższenia Krzyża Świętego, będącą kościołem filialnym parafii Świętej Trójcy w Sołtanowszczyznie. W czasie likwidacji obrządku greckokatolickiego budynek przekazano Rosyjskiej Cerkwi Prawosławnej. Świątynię zamknięto na początku lat 30. XX w.. 
W okresie wyprawy Napoleona na Rosję Kukowicze znalazły się w rejonie bitwy pod Ostrownem (26 lipca 1812 r.).
W dwudziestoleciu międzywojennym folwark Kukowicze leżał w Polsce, w gminie Łań, w powiecie nieświeskim województwa nowogródzkiego. Ówczesne trzy wsie Kukowicze (Kukawiczy) znalazły się natomiast po drugiej stronie, ustalonej traktatem ryskim, granicy polsko-radzieckiej – w sielsowiecie Wialikaja Rajouka (Rajowka Wielka), w rejonie kopylskim, najpierw w okręgu słuckim, potem w obwodzie mińskim.
Po sowieckiej stronie granicy powstały w latach 30. XX w. dwa bunkry po obu stronach cmentarza w Kukowiczach. W tutejszej zastawie Wojsk Pogranicznych służbę pełnił Andriej Kiżewatow. 
Karczmę w Kukowiczach opisywał Kuźma Czorny (1900–1944). 
Ze wsi pochodzili:
- Ippolit Kononowicz
- Liawon Lobik(inne języki)
- Jan Petrozolin

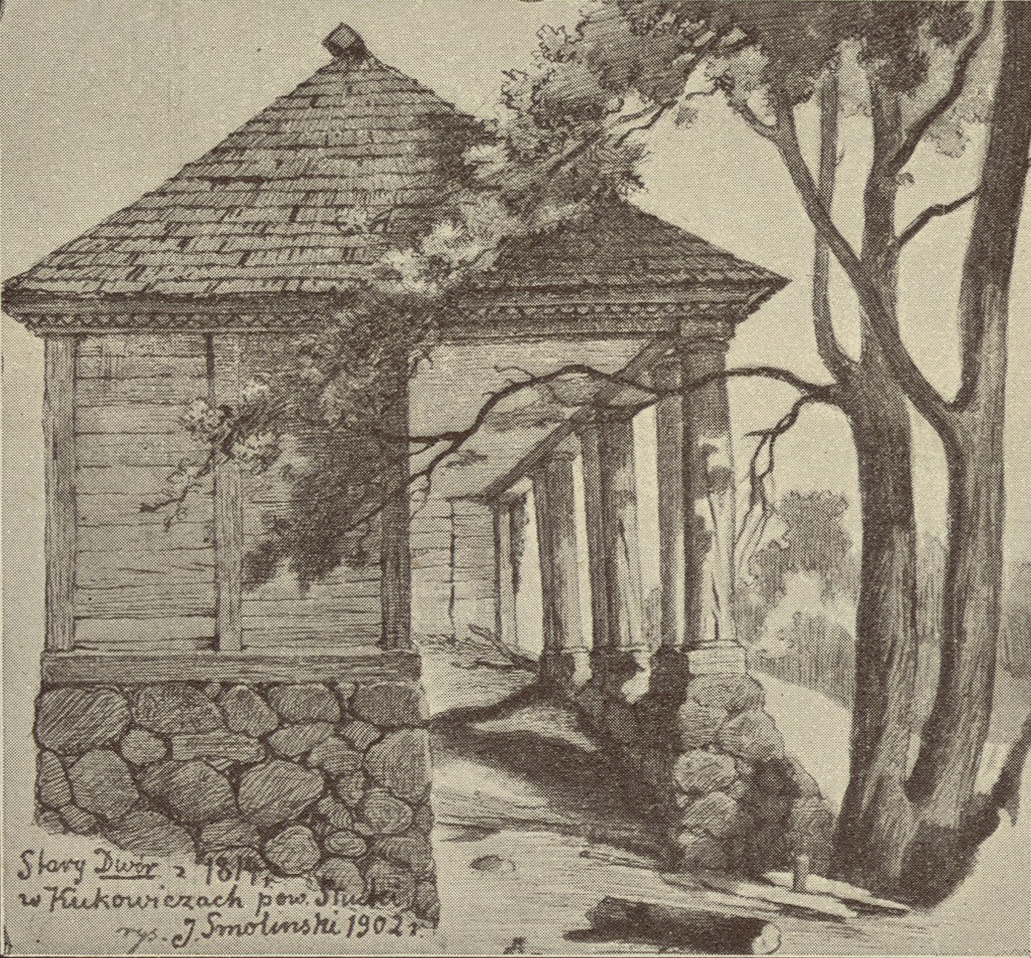
Lamus starego dworu w Kukowiczach z 1814 r. (rys. Józef Teofil Smoliński(inne języki), 1902 r.)
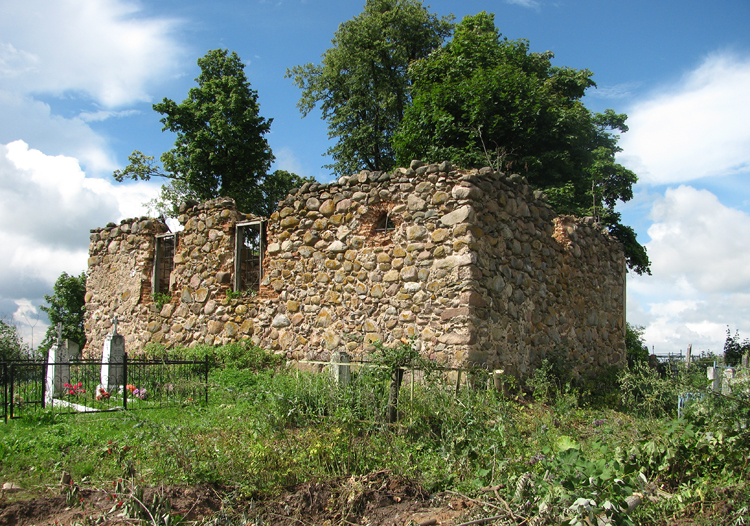
Ruiny cerkwi na cmentarzu w Kukowiczach
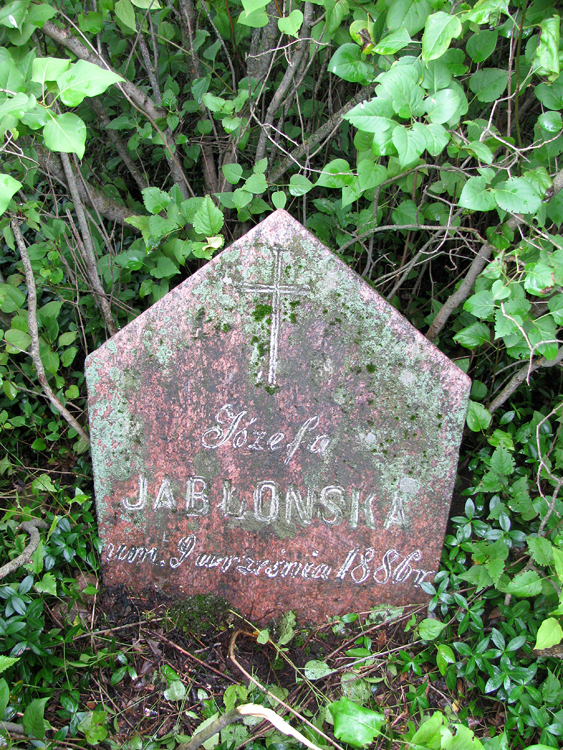
Jedna z mogił rodziny Jabłońskich: grób Józefy Jabłońskiej (zm. 9 września 1886 r.)
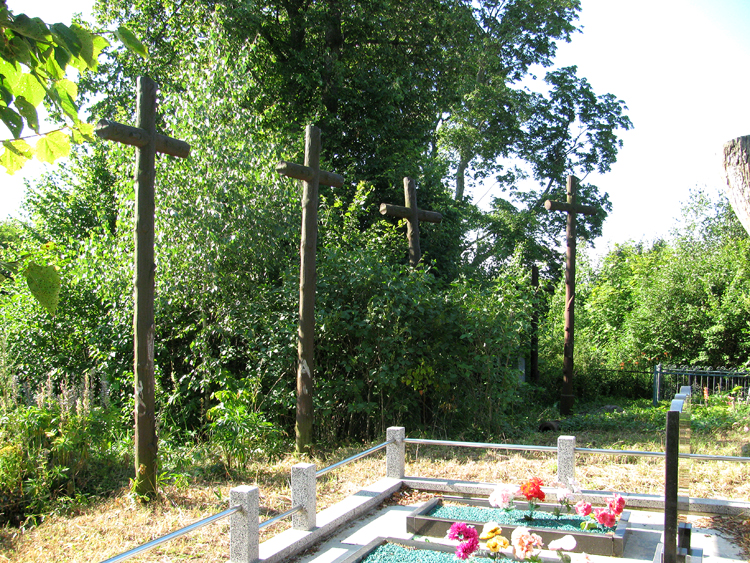
Mogiły rodu Korwin-Petrozolinów[10] w części rzymskokatolickiej cmentarza
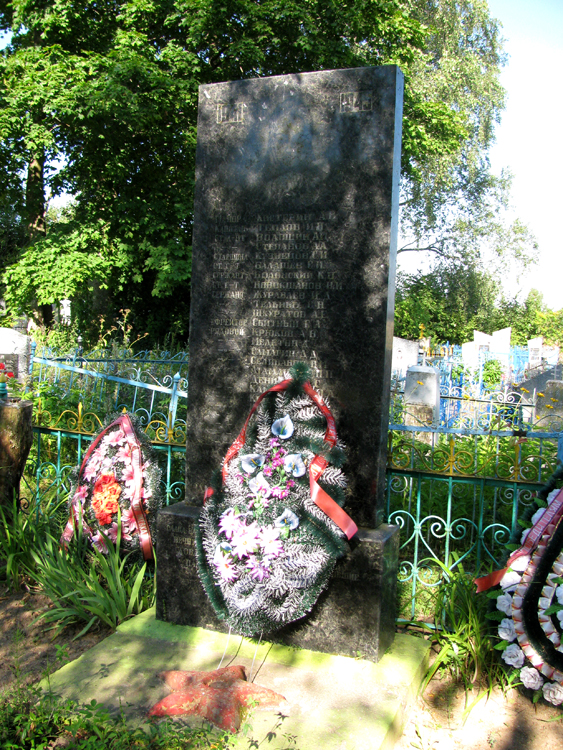
Bratnia mogiła czerwonoarmistów zmarłych w miejscowym szpitalu polowym w 1944 r.